# 波波鎮區 (印地安納州沃巴什縣)
波波鎮區（英語：Paw Paw Township）是位於美國印地安納州沃巴什縣的一個行政鎮區。

## 地方資料
根據2010年美國人口普查的數據，波波鎮區的面積為104.80平方千米，當中陸地面積為104.30平方千米，而水域面積為0.50平方千米。當地共有人口1691人，而人口密度為每平方千米16.14人。